# 马丁硫烷
马丁硫烷是一种有机硫化合物，化学式为Ph2S[OC(CF3)2Ph]2（Ph = C6H5），分子中有8个可以自由旋转的化学键，2个氢受体。它是白色固体，可升华，是有机硫化合物中超价分子的一个例子。它有着类似于四氟化硫（SF4）的“跷跷板”结构。它是有机合成试剂，可用于仲醇脱水至烯烃的反应。
RCH(OH)CH2R'  +  Ph2S[OC(CF3)2Ph]2  →  RCH=CHR'  +  Ph2SO  +  2 HOC(CF3)2Ph